# 南沼原村
南沼原村（みなみぬまはらむら）は、かつて山形県南村山郡にあった村。

## 歴史
- 1889年（明治22年）4月1日 - 町村制施行に伴い、南村山郡南館村・沼木村・吉原村の区域をもって南沼原村が発足。
- 1954年（昭和29年）10月1日 - 山形市に編入。同日南沼原村廃止。